# Almyra
Almyra è una città nella contea di Arkansas, nello Stato americano dell'Arkansas. Nel censimento del 2010 aveva una popolazione di 283 abitanti e una densità abitativa di 277,00 abitanti per km².

## Geografia fisica
Almyra si trova alle coordinate 34°24′21″N 91°24′43″W.
Almyra ha una superficie totale di 1,00 km² dei quali 1,00 sono di terra ferma e 0,00 km² sono di acqua.